# 長竹盾介殼蟲
長竹盾介殼蟲（学名：Kuwanaspis elongata）为盾介殼蟲科竹盾介殼蟲屬下的一个种。其种加词“elongata”意为“长的”。